# Nepali Congress
Nepali Congress el. Nepals Kongresparti er et af Nepals dominerende politiske partier, grundlagt i 1949. Ud af de fem frie parlamentsvalg, der har været afholdt i Nepal gennem de siste 50 år har partiet vundet de tre (1959, 1991 og 1999) og blevet næststørst i de to øvrige (1994 og 2008). Partiet er et socialdemokratisk og centerorienteret parti, der ligesom det indiske kongresparti, med varierende succes, har forsøgt at etablere sig som nationalt masseparti. Partiet er medlem af Socialistisk Internationale.
Op til sin død i 1982 var partiets ubestridte leder B.P. Koirala, og efter en periode omkring genetablering af flerpartidemokrati i Nepal fra 1990 med varierende lederskab af først og fremmest de ældre lederskikkelser Ganesh Man Singh, Krishna Prasad Bhattarai og G.P. Koirala suppleret af Sher Bahadur Deuba, overtog Girija Prasad Koirala gradvis kontrollen over partiet.
G.P. Koirala og Nepali Congress har spillet en meget afgørende rolle i forbindelse med fredsprocessen med maoisterne, og G.P. Koirala har været premierminister i overgangsregeringen fra 2006-08. Ved parlamentsvalget 10. april 2008 til et forfatningsgivende parlament vandt maoisterne en jordskredssejr, hvor de fik 229 pladser ud af i alt 601, men Nepali Congress blev dog det næststørste parti med 115 pladser i parlamentet.
G.P. Koirala meddelte herefter parlamentet at han ønskede at fratræde posten som premierminister, men hans fratræden måtte dog afvente valget af nyt nationalt overhoved, præsidentvalget, da det er præsidenten, som G.P. Koiralas aftrædelsesbegæring skal afleveres til (efter afskaffelse af monarkiet). Ved præsidentvalget fik kandidaten fra Nepali Congress (Ram Baran Yadav) flest stemmer ved første afstemning den 19. juli 2008, hvor han fik 294 ud af de afgivne 578 stemmer, hvorefter han blot manglede 4 for at opnå valg.